# Daoshi

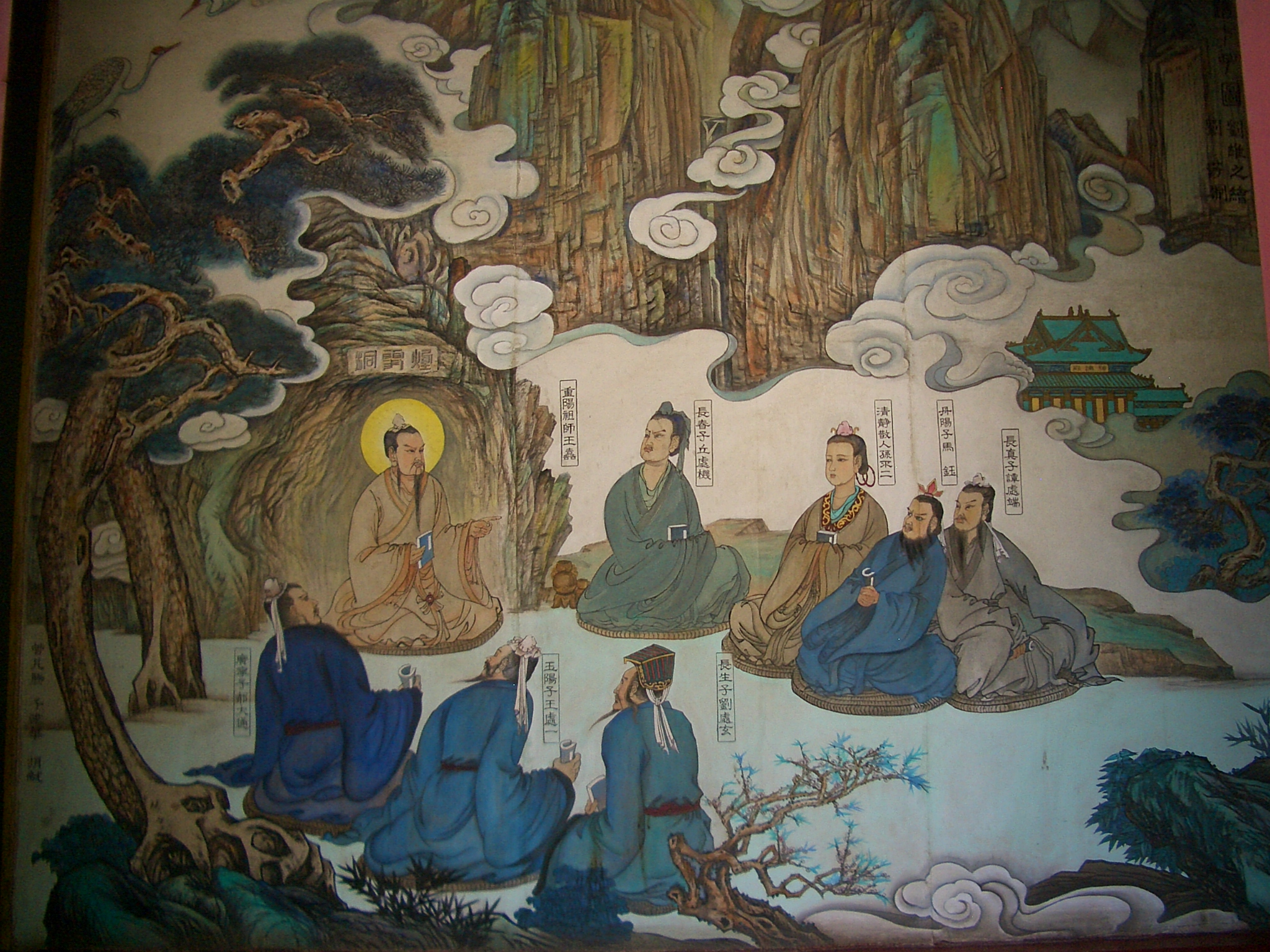
Wang Chongyang und seine sieben Schüler

Daoshi (chinesisch 道 士) bezeichnet einen daoistischen Meister oder Priester und Priesterinnen des Daoismus. Ab dem 6. Jahrhundert wurde der Ausdruck Daoshi verwendet, um einen Angehörigen des daoistischen Klerus zu bezeichnen. Zugleich bedeutet der Ausdruck, dass es sich um einen professionellen Repräsentanten der daoistischen Kultur handelt. 
In der daoistischen Religion bezeichnet der Begriff Daoshi jemanden, der ein bestimmtes Wissen in Bezug auf das Dao hat, in daoistischen Ritualen ausgebildet ist, und der autorisiert ist, dieses Wissen und die Rituale anzuwenden.
Die Inhalte dieses Wissens und der Ritualistik unterscheiden sich, je nachdem in welcher daoistischen Schule sie gelehrt wurden.
Ab der Spätzeit der Sechs Dynastien bezeichnete der Begriff Daoshi  religiöse Spezialisten, die einer daoistischen Organisation angehörten. Dadurch grenzten sich Daoisten z. B. vom Buddhismus oder von lokalen Kulten ab. Die Ausbildung als Daoshi war und ist abhängig von Initiation und Training in einer institutionalisierten und autorisierten daoistischen Organisation.

## Geschichte

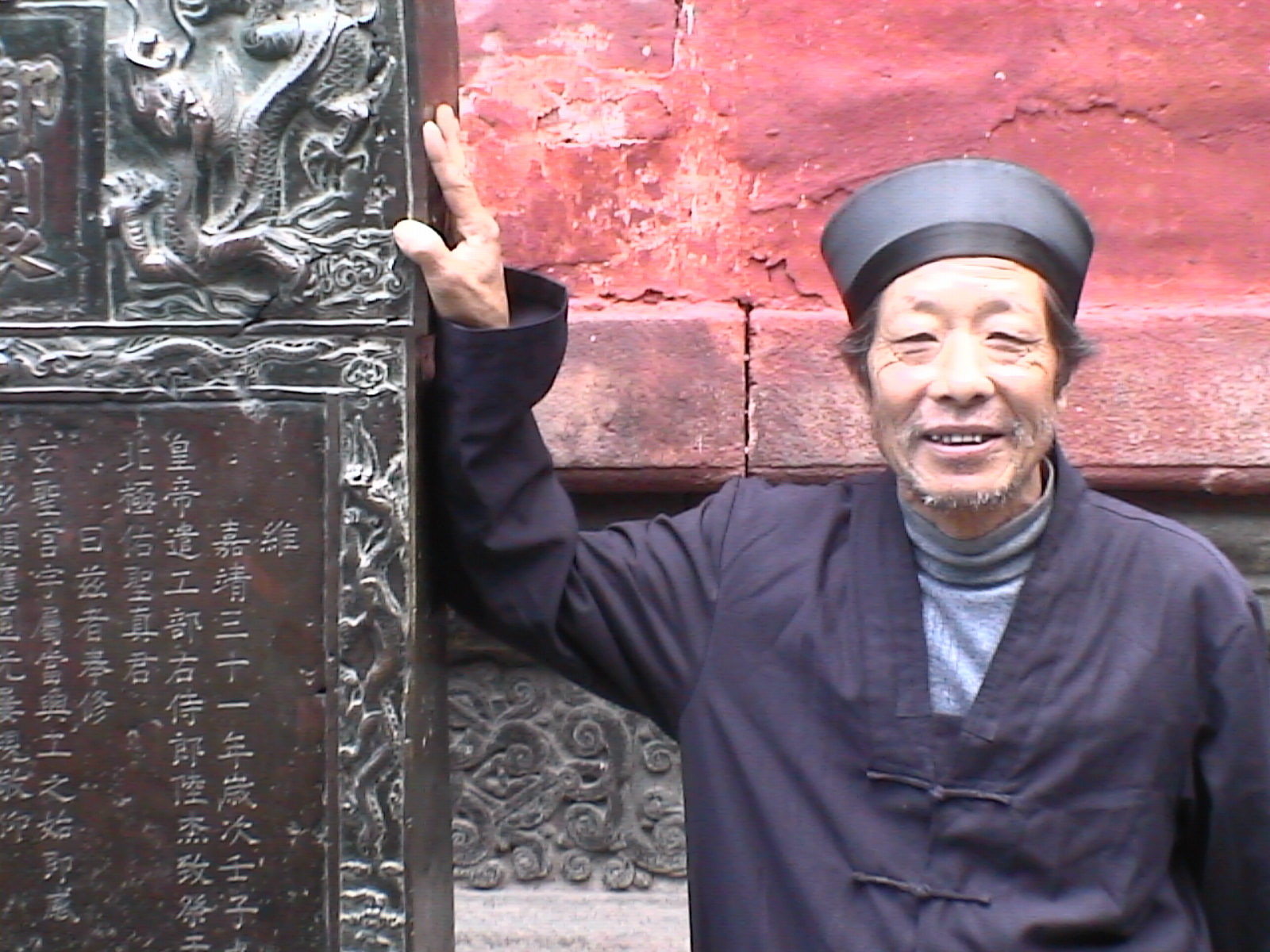
Daoshi auf dem Wudang Shan

Während der Han-Dynastie wurde der Begriff Daoshi zum ersten Mal in Schriften verwendet. Er erschien dort auch als synonyme Bezeichnung für z. B. Fangshi und für daoistische Heilige wie den Zhenren.
Im 5. Jahrhundert versuchten Daoisten wie Kou Qianzhi und Lu Xiujing die Ränge des daoistischen Klerus zu kategorisieren, da im Vergleich zum Buddhismus diese nicht geordnet und eindeutig erschienen.
Ab der Spätzeit der sechs Dynastien erschienen Schriften, die die Rangfolge des daoistischen Klerus und Anforderungen an Daoshi darstellten. Die  Daoshi wurden hier auch von untergeordneten Rängen wie den Fashi (Meister des Rituals) und den Dizi (Schüler) unterschieden. Inwiefern solche Schriften jedoch der Realität entsprachen, ist unklar, da sich die Quellen in Bezug auf Hierarchien inhaltlich unterscheiden.
Daoshi gehörten häufig Gebildetenschichten an. In der Tang-Zeit waren viele Daoshi gut ausgebildet und wurden auch von Herrschern und konfuzianischen Beamten geehrt.
Ebenfalls wurden in der Tang-Zeit auch Frauen oft als Daoshi ordiniert und in den heutigen Quanzhen-Sekten gibt es immer noch einen weiblichen Klerus.
Heutzutage werden häufig nur Angehörige der Himmelsmeister und des Zhengyi-Daoismus als Daoshi bezeichnet, diese stellen jedoch nur eine bestimmte Richtung dar, in der Daoshi erscheinen.